# 豐豐冰川

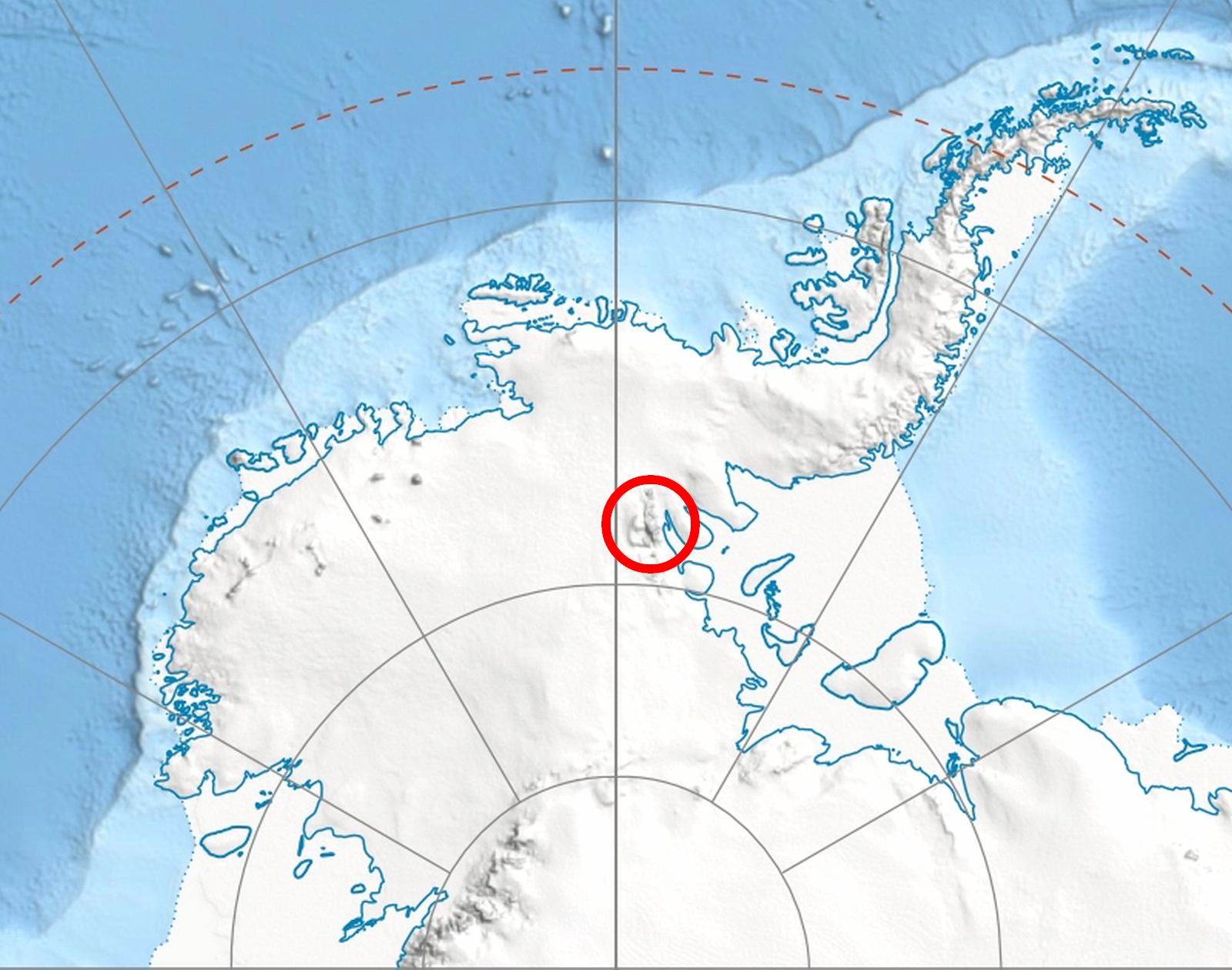

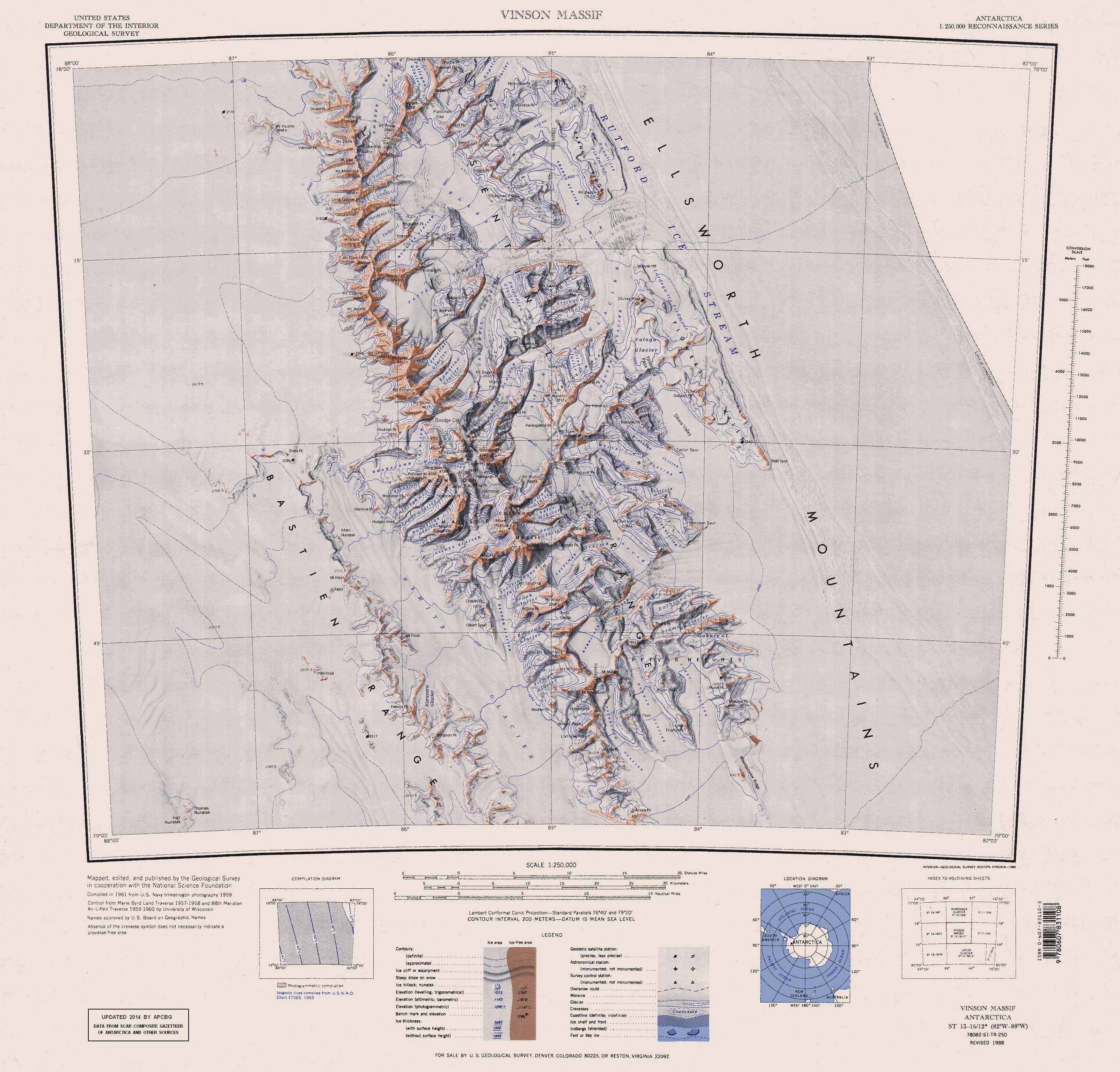

豐豐冰川（英語：Fonfon Glacier），是南極洲的冰川，位於埃爾斯沃思地中埃爾斯沃思山脈的森蒂納爾嶺中北部，長4公里、寬2.3公里，處於蓋里拉冰川以北和恩布里冰川源頭以南，最終在埃耶峰東南面注入埃倫冰川，現時由南極條約體系管理。